# Antiche unità di misura del circondario dell'Isola d'Elba
Sono qui riportate le conversioni tra le antiche unità di misura in uso nel circondario dell'Isola d'Elba e il sistema metrico decimale, così come stabilite ufficialmente nel 1877.
Nonostante l'apparente precisione nelle tavole, in molti casi è necessario considerare che i campioni utilizzati (anche per le tavole di epoca napoleonica) erano di fattura approssimativa o discordanti tra loro.
A causa del metodo inappropriato utilizzato nelle province toscane nel 1808 e a causa dell'impossibilità di reperire tutti i campioni originali, nel 1877 venne stabilito di utilizzare per le unità toscane i valori del 1808 però in forma approssimata.

## Misure di lunghezza
| Comuni         | Denominazione      | Valore | Unità |
| -------------- | ------------------ | ------ | ----- |
| Tutti i comuni | Braccio fiorentino | 0,5836 | m     |
| Tutti i comuni | Passetto           | 1,1673 | m     |
| Tutti i comuni | Canna agrimensoria | 2,9181 | m     |

Il braccio si divide in 20 soldi, il soldo in 12 denari, il denaro in 12 punti.
Il passetto, misura da stoffe, è eguale a due braccia.
La canna agrimensoria, base delle misure dei terreni, è uguale a 5 braccia.
Una misura di 4 braccia dicesi canna mercantile.
Nel comune di Rio nell'Elba si usa un piede da costruttori navali che si ragguaglia ordinariamente a metri 0,325.

## Misure di superficie
| Comuni                 | Denominazione    | Valore  | Unità |
| ---------------------- | ---------------- | ------- | ----- |
| Tutti i comuni         | Quadrato         | 3406,19 | m²    |
| Tutti i comuni         | Braccio quadrato | 0,3406  | m²    |
| Portoferraio, Marciana | Pertica          | 8,5155  | m²    |

Il quadrato, misura agraria, si divide in 10 tavole, la tavola in 10 pertiche, la pertica in 10 deche, la deca in 10 braccia quadrate.
La pertica di Portoferraio e eguale a quella di Livorno.
150 Pertiche fanno il quarto e 4 quarti fanno la saccata.
In Portoferraio il braccio quadrato si divide in 400 soldi quadrati, il soldo quadrato in 144 denari quadrati.
Nel comune di Longone si usa la stessa misura agraria di Portoferraio, ma in Longone 150 pertiche fanno una quarra, e chiamasi quarto la sedicesima parte della saccata, ossia una superficie di pertiche 37 1/2.
In Rio nell'Elba si usa la stessa pertica di Portoferraio, ma in Rio 40 pertiche fanno il quarto, 5 quarti fanno lo staio e 3 staia fanno la saccata.
Nello stesso comune di Rio si usa chiamare cento una superficie atta ad essere occupata da 600 viti.
Nel comune di Marciana, oltre alle misure agrarie di Portoferraio, si usano pure la tre seguenti:
- ordine marcianese che è di braccia quadrate 22 1/3
- ordine poggiese di braccia quadrate 22 2/9
- ordine campese di braccia quadrate 16 2/3

## Misure di volume
| Comuni         | Denominazione | Valore | Unità |
| -------------- | ------------- | ------ | ----- |
| Tutti i comuni | Traino        | 397,6  | L     |
| Tutti i comuni | Braccio cubo  | 198,8  | L     |
| Tutti i comuni | Catasta       | 4771,1 | L     |

Il traino, misura del legname da costruzione, è di 2 braccia cube.
Il braccio cubo si divide in 6 bracciola o braccia di traino, l'oncia di traino in soldi cubi 111 1/9, il soldo cubo in 27 quattrini cubi, il quattrino cubo in 16 denari cubi.
La catasta, misura per la legna da fuoco, è di 24 braccia cube e si divide in meta, terzi, quarti. La cataata è rappresentata da un parallelepipedo rettangolo avente 6 braccia di lunghezza, 1 1/2 di larghezza e 2 di altezza.
Nell'Elba il braccio cubo si divide m 8000 soldi cubi, il soldo cubo in 1728 denari cubi.
Il traino e la catasta legali sono misure poco usate.

## Misure di capacità per gli aridi
| Comuni         | Denominazione | Valore  | Unità |
| -------------- | ------------- | ------- | ----- |
| Tutti i comuni | Sacco         | 73,0886 | L     |
| Tutti i comuni | Staio         | 24,3629 | L     |
| Tutti i comuni | Quartuccio    | 0,3807  | L     |
| Rio dell'Elba  | Quarra        | 18,2721 | L     |

Il sacco si divide in 3 staia, lo staio in 2 mine, la mina in 2 quarti, il quarto in 8 mezzette, la mezzetta in 2 quartucci.
8 sacchi fanno il moggio.
La quarra di Rio corrisponde ad una mina e mezza, ossìa a tre quarti della misura toscana legale. La quarra si divide in 4 quarte eguali ciascuna a litri 4,568.

## Misure di capacità per i liquidi
| Comuni                      | Denominazione      | Valore  | Unità |
| --------------------------- | ------------------ | ------- | ----- |
| Tutti i comuni              | Barile da vino     | 45,5840 | L     |
| Tutti i comuni              | Fiasco da vino     | 2,2792  | L     |
| Tutti i comuni              | Quartuccio da vino | 0,2849  | L     |
| Tutti i comuni              | Barile da olio     | 33,4289 | L     |
| Tutti i comuni              | Fiasco da olio     | 2,0893  | L     |
| Tutti i comuni              | Quartuccio da olio | 0,2612  | L     |
| Portoferraio, Rio nell'Elba | Barile da vino     | 41,03   | L     |
| Portoferraio, Rio nell'Elba | Collarello da vino | 32,82   | L     |
| Marciana                    | Barile da vino     | 98,46   | L     |
| Marciana                    | Fiasco da vino     | 2,0513  | L     |

Il barile legale da vino si divide in 20 fiaschi, il fiasco in 4 mezzette, la mezzetta in 2 quartucci.
2 barili fanno una soma. 2 mezzette fanno un boccale.
Il barile legale da olio si divide in 16 fiaschi, il fiasco in 4 mezzette, la mezzetta in 2 quartucci.
2 barili fanno una soma.
Il collarello di Rio nell'Elba corrisponde a 16 fiaschi. Il fiasco è eguale per tutta l'Isola, ed è alquanto minore del fiorentino.
Il Barile di Marciana si divide in 48 fiaschi.
Nelle borgate di Marciana, Marina di Marciana e Poggio si divide in 12 misure di 4 fiaschi l'una.
Nelle borgate di S. Piero, Sant'Ilario e Porto di Campo si divide in 8 misure di 6 fiaschi l'una.
Il barile di Portoferraio si divide in 20 fiaschi e questo barile era pure usato nel comune di Longone.

## Pesi
| Comuni         | Denominazione | Valore | Unità |
| -------------- | ------------- | ------ | ----- |
| Tutti i comuni | Libbra        | 339,5  | g     |

La libbra si divide in 12 once, l'oncia in 8 dramme, la dramma in 3 denari, il denaro in 24 grani, il grano in 48 quarantottesimi.
100 libbre fanno un quintale.
150 libbre fanno un cantaro comune.
160 libbre fanno un cantaro per la lana e i salumi.
1000 libbre fanno un migliaio.
2000 libbre fanno la tonnellata.
La libbra mercantile serve pure per gli usi farmaceutici.
Il grano della libbra serve pure per gli orefici.
4 grani fanno un carato, peso speciale pei gioiellieri.
Nell'Isola d'Elba il cantaro di 150 libbre chiamasi saccata, e 20 saccate fanno la tonnellata.
Nel comune di Rio nell'Elba si usava un peso chiamato cento, corrispondente a libbre toscane 33333 1/3, adoperato da antichissimo tempo dall'Amministrazione delle miniere del ferro che risiede a Rio Marina. Il cento era di 50 pesate, e la pesata di libbre toscane 666 2/3. L'uso di questo peso rimonta all'epoca del dominio della Repubblica di Pisa nell'Elba, circa l'anno 1000. Da prima erano libbre pisane, poi senesi e quindi fiorentine.